# Galea aponeurotica

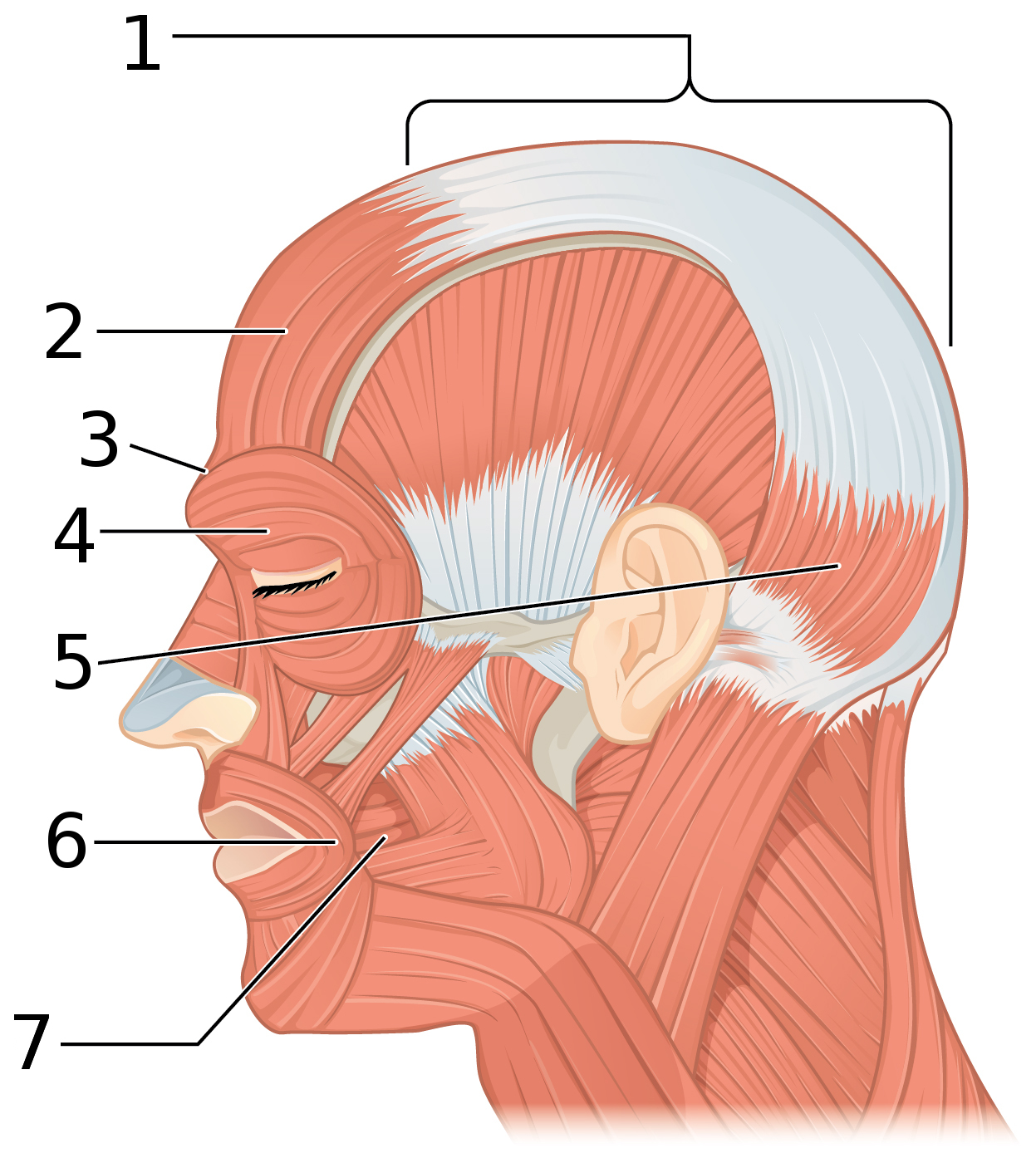
galea aponeurotica — 1

Die Galea aponeurotica  (Syn. Aponeurosis epicranialis) ist eine derbe Sehnenhaube bzw. -platte auf dem Schädeldach. Sie spannt sich zwischen dem frontalen und dem okzipitalen Anteil des Musculus occipitofrontalis auf. Der frontale Anteil, auch Musculus frontalis (Stirnmuskel) genannt, dient der Hebung der Augenbrauen und dem Heben der Stirn. Die an der Galea aponeurotica ansetzenden Hautmuskeln werden als Musculi epicranii bezeichnet. Die Galea aponeurotica ist ein Abschnitt der Oberflächenfaszie.
Die Galea aponeurotica ist mit der Kopfhaut fest verbunden. Dies erfolgt durch senkrecht zur Lederhaut ziehende Bindegewebsfasern (Retinacula cutis). Dadurch bilden Galea aponeurotica, Haut und Unterhaut eine als Kopfschwarte bezeichnete Einheit. Die besondere Anatomie der Galea aponeurotica ermöglicht der Kopfhaut ein gewisses Maß an Flexibilität in Bezug auf Bewegungen zur Stirn (frontal), zum Hinterhaupt (okzipital) und zur Seite (lateral, temporal, parietal), was man medizinisch als Verschieblichkeit bezeichnet.